# Mas-de-Londres
Mas-de-Londres è un comune francese di 436 abitanti situato nel dipartimento dell'Hérault nella regione dell'Occitania.

## Società

### Evoluzione demografica
Abitanti censiti